# 태클

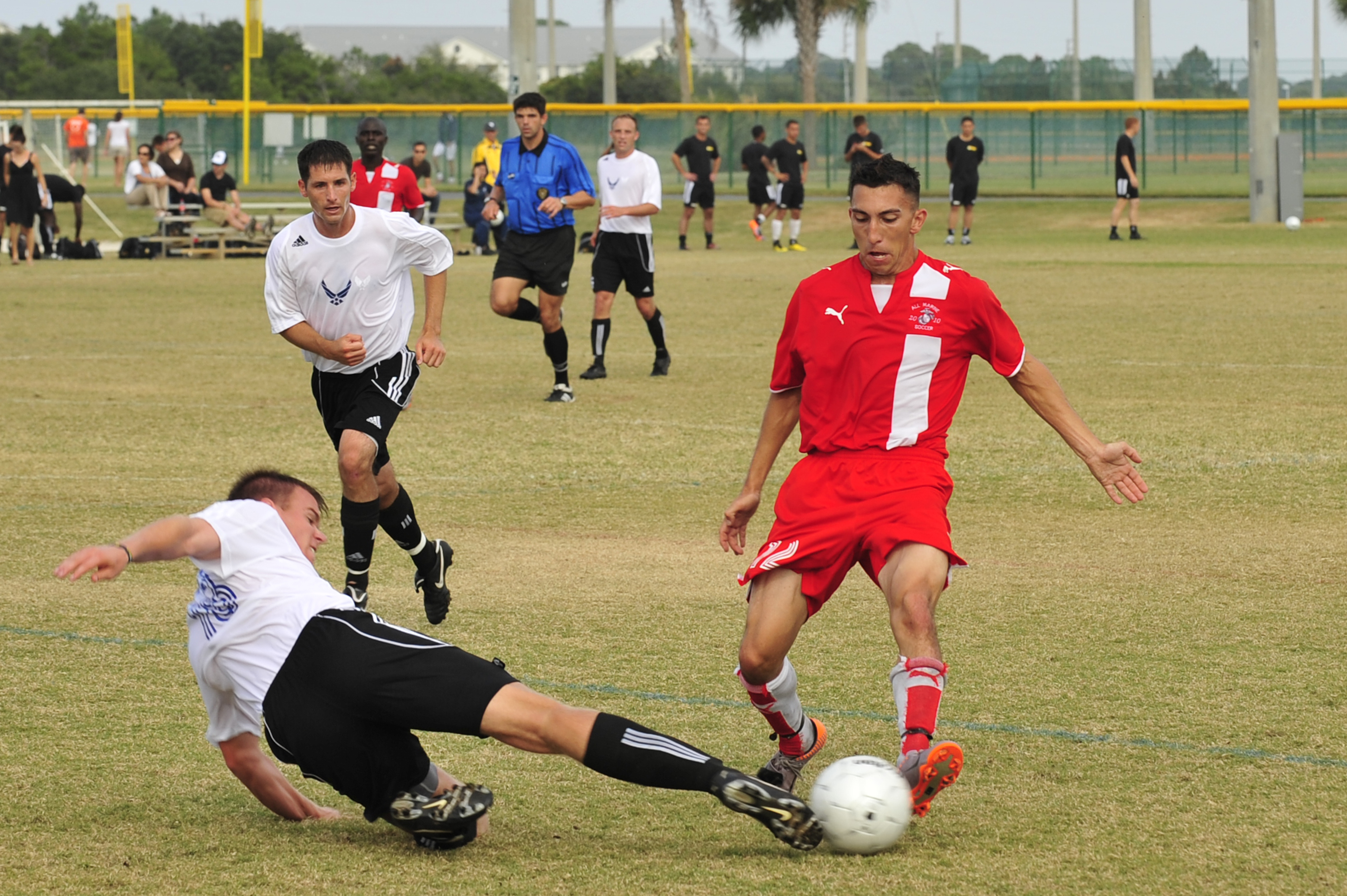
태클

태클(영어: tackle)은 넘어지면서 상대방의 공격을 저지하는 수비 기술이다.

## 축구에서의 태클 종류
축구에서 태클은 상대편의 공을 빼앗거나 패스, 드리블 공격을 차단하는 기술이다.
- 스탠딩 태클：서서 하는 태클로 정면 또는 측면에서 발의 안쪽과 바깥쪽을 사용한다.
- 슬라이딩 태클：상대방에게 미끄러지듯 돌진하는 태클로, 한 발을 앞으로 내밀며 지면에 미끄러지듯 발바닥으로 공을 막는다. 자신의 몸을 날려 상대의 공을 가로 채는 태클이다.[2]
- 백 태클: 상대선수 뒤에서 접근하여 공을 향하여 다리를 뻣어 공을 뺏는 행동이다. 축구 경기에서 백 태클은 반칙이며, 그 위험성에 비춰 발이 공에 접촉하지 않을시 경고, 발이 상대의 발이나 발목에 강력한 충격을 주면 퇴장 처분을 한다.[3]

## 같이 보기
- 킥
- 패스
- 골